# José Ángel Mañas
José Ángel Mañas Hernández (Madrid, 22 de octubre de 1971) es un escritor español. Pertenece a la generación de novelistas neorrealistas españoles que empezaron a publicar en la década de 1990, aunque en los últimos tiempos parece decantarse cada vez más por la novela histórica. Sus libros han sido traducidos a varios idiomas.

## Biografía
Estudió Historia Contemporánea en Madrid —en cuya Universidad Autónoma obtuvo la licenciatura—, Sussex y Grenoble.
Tras el éxito de su primera novela, Historias del Kronen, se trasladó en 1995 a Francia, donde vivió unos siete años hasta su regreso a España en enero de 2002. Actualmente reside en Madrid.

## Obra
Mañas alcanzó la popularidad con la publicación de Historias del Kronen, su ópera prima. La novela, finalista del Premio Nadal de 1994, se convirtió en novela de culto, sobre todo después de la adaptación cinematográfica de Montxo Armendáriz. A Historias del Kronen siguieron tres novelas de similar ambiente y contenido: Mensaka (1995), Ciudad rayada (1998) y La pella (2008), que, con Historias del Kronen, forman la «Tetralogía Kronen», sobre la que Mañas escribió lo que sigue:

Me gusta decir que estas cuatro novelas son novelas-punk o «nobelas». Pensaba en ese momento que «punk» —y cuando empleaba este concepto tenía en mente la música de los Ramones y el ejemplo de algunos grupos como la Velvet Underground— era lo que mejor definía lo que estaba intentando hacer en literatura... Para mí una «nobela» aglutina todos esos elementos heteroglósicos que la literatura novelesca de hoy excluye o entrecomilla. Todo ese «ruido» —desde interferencias ortográficas hasta incorrecciones coloquiales y cualquier tipo de jerga o lenguaje obviado normalmente por la literatura— al que el auténtico novelista tiene que recurrir si quiere revitalizar e inyectarle sangre nueva a un género capacitado como ningún otro para darle forma artística al lenguaje vivo.

Pese a que en 1999 Mañas señaló en diversos medios que la denominada «Tetralogía Kronen» concluía con la novela Sonko 95, que también servia como introducción a su etapa de novela negra, lo cierto es que el autor parece haberla descartado en favor de La pella; y además en 2019 Mañas publicó la novela La última juerga, que es una segunda parte de Historias del Kronen y epílogo de la «Tetralogía Kronen».
Otra obra importante de su primera etapa es Soy un escritor frustrado, de 1996. En Soy un escritor frustrado, en efecto, aparecen inquietudes que, ausentes de las dos primeras novelas de José Ángel Mañas, se hacen inevitables en Mundo Burbuja (2001) y Caso Karen (2005), sobre todo, a su carácter meta-literario. Soy un escritor frustrado describe, de hecho, su propio procedimiento de composición y se complace, de paso, en reflexionar acerca de las alegrías y miserias del éxito, que Mañas ha experimentado (malgré lui) de muy primera mano.
En Caso Karen, Mañas arremete sin piedad contra el mercado contemporáneo de la Literatura y sus más relevantes instituciones: autores, agentes, editoriales, premios y congresos. Como en las antiguas novelas de pastores, muchos de los caracteres de Caso Karen son trasuntos de personas reales: en «Karen del Korral» se advierten rasgos de la personalidad de Lucía Etxebarria; «Carina Martinell» es Carmen Balcells; «Armando Sala» es Antonio Gala, etc. Caso Karen es, por lo demás, la más compleja de las obras de Mañas desde el punto de vista de su estructura.
En 2007 se publicó su primera incursión en el género histórico: El secreto del Oráculo (Ediciones Destino), centrada en la figura de Alejandro Magno, seleccionada entre las cinco obras finalistas del premio 'Espartaco' a la mejor novela histórica. Esta novela se republicó en 2020 bajo el título Alejandro Magno y el secreto del Oráculo.
En su novela, La pella (2008), el escritor vuelve a retomar la línea que le diera a conocer, con una vuelta al universo realista, y cierra la Tetralogía Kronen.
Su primera incursión en un territorio ajeno a la ficción y la narrativa es Un alma en incandescencia (2008), cuaderno de aforismos publicado por Editorial Buscarini. La obra ha sido ilustrada e inspirada por el artista francés Franciam Charlot.
En noviembre de 2010, publica Sospecha, en la Editorial Destino, donde vuelven a reaparecer los inspectores Pacheco y Duarte, ya presentes en Caso Karen.
Desde octubre de 2015, publica en el diario El Español, a modo de folletón, un ambicioso proyecto de carácter histórico literario cuya primera parte, Vísperas del 36, es la crónica de los acontecimientos que precedieron al comienzo de la guerra civil española. Todo ello será incluido en la serie de no ficción  Episodios Republicanos, primero, y refundido más tarde en Los últimos días de la República de derechas y Los últimos días de la República de izquierdas.
En 2016 publica el thriller Todos iremos al paraíso; en primavera del 2019 la novela histórica Conquistadores de lo imposible, y en el otoño del 2019 publicó la novela La última juerga, ganadora del LI premio Ateneo de Sevilla de ese mismo año. En ella reaparece, por primera vez en 25 años, el célebre protagonista de Historias del Kronen, Carlos. Su novela El hispano recrea la caída de Numancia y su cerco por el general Escipión Emiliano. A partir de ahí alterna novela realista y novela histórica. Mientras que Una vida de bar en bar retoma el realismo sociológico de sus primeras novelas; con la trilogía que conforman ¡Pelayo!,¡Fernán González! y Berenguela recrea tres grandes hitos de la Reconquista en España.  
En 2022 ganó el XXIX premio nacional Cultura Viva de narrativa, por toda su obra. 
En 2025 ganó el premio Letras del Mediterráneo en la categoría de novela histórica.

### Adaptaciones cinematográficas
Historias del Kronen fue su primera novela adaptada al cine, gracias a cuyo guion Mañas obtuvo el correspondiente Premio Goya. 
Salvador García Ruiz se hizo cargo de la versión cinematográfica de Mensaka, que vio la luz en 1998. También ganó el premio Goya al mejor guion adaptado. 
Su novela Soy un escritor frustrado fue llevada a la gran pantalla bajo el título Imposture, dirigida por Patrick Bouchitey y que se estrenó en 2005. 
En 2015 el sociólogo Luis Mancha estrenó el documental Generación Kronen, donde analiza todo el contexto literario que rodeó la publicación de Historias del Kronen. 
Su novela Todos iremos al paraíso dio pie al cortometraje Las bicicletas, dirigida por Catxo López en 2020. 

#### Novela
- Historias del Kronen (1994)
- Mensaka (1995)
- Soy un escritor frustrado (1996)
- Ciudad rayada (1998)
- Sonko95 (1999)
- Mundo burbuja (2001)
- Caso Karen (2005)
- El secreto del Oráculo (2007) (republicado en 2020 como Alejandro Magno y el secreto del Oráculo)
- La pella (2008)
- Sospecha (2010)
- Todos iremos al paraíso (2016)
- Extraños en el paraíso, la verdadera historia de la Movida madrileña (2018: original para audilobro)
- Conquistadores de lo imposible (2019)
- La última juerga (2019, Premio Ateneo de Sevilla)
- El hispano (2020)
- Una conversación con Emilia Pardo Bazan (2021)
- Una vida de bar en bar (marzo de 2021)
- ¡Pelayo! (La Esfera de los Libros, septiembre de 2021)[6]
- En el descuento (Alrevés, enero 2022) con Jordi Ledesma
- Historia de una campeona (Punto de Vista editores, abril 2022)
- ¡Fernán González!, el hombre que forjó Castilla (La Esfera de los Libros, septiembre de 2022)
- Guerrero (Algaida, marzo de 2023)
- Berenguela, la reina que unió Castilla y León para siempre ([a Esfera de los Libros, septiembre de 2023)
- Doctor X, el médico de la Deep Web (La Esfera de los Libros, abril de 2024)
- Papa Luna (previsto, primavera 2026)

#### Ensayo/No ficción
- Un alma en incandescencia. Pensando en torno a Franciam Charlot (aforismos sobre pintura) (2008)
- La literatura explicada a los asnos (2012)
- El siglo de Águila Roja (2014)
- Un escritor en la era de Internet (2017)
- Los últimos días de la República de derechas (mayo 2024)
- Los últimos días de la República de izquierdas (octubre 2024)
- Una historia del Kronen. Autobiografía generacional (Aguilar, enero 2025)

### Literatura Digital
- El regreso del hombre lobo (Las quince letras editorial, febrero de 2025)[7]

#### Poesía
- Kaos (2020)

#### Series ficción

##### El hombre de los 21 dedos. Primera temporada
- El honor de los Campeador (Booket, 2007) con A. D. Leiva
- El factor hispano (Booket, 2007) con A. D. Leiva
- Gothic Galicia (Booket, 2007) con A. D. Leiva
- Al servicio de su majestad (Booket, 2007) con A. D. Leiva
- El tren del crimen (Booket, 2007) con A. D. Leiva
- El ser venido del espacio (Booket, 2007) con A. D. Leiva
- El quatuor de Matadero (Algaida, 2009) con A. D. Leiva

##### El hombre de los 21 dedos. Segunda temporada
- Toni Romero, detective y drag queen (publicado en la revista Interviú, por entregas, en 2013) con A. D. Leiva

##### You-feeling. Primera temporada
- La experiencia You-feeling (verano 2021, por entregas)
- La experiencia U-feeling 2: Gabri la Zampabollos (2022) con Juan Carlos Garrido
- La experiencia U-feeling 3: El precio de la carne (2023), como creador de la serie. Escrito por Francisco Galván

## Premios
Medallas del Círculo de Escritores Cinematográficos
| Año  | Categoría            | Película             | Resultado |
| ---- | -------------------- | -------------------- | --------- |
| 1995 | Mejor guion adaptado | Historias del Kronen | Ganador   |

- LI premio ATENEO DE SEVILLA, 2019
- IX Premio Ciudad de Santa Cruz de Novela Criminal, 2023[9]
- XXIX premio nacional Cultura Viva de narrativa, por toda su obra, 2022.
- VII premio LETRAS DEL MEDITERRÁNEO, categoría novela histórica, 2025